# Husiatyn
Husiatyn (ucraniano: Гуся́тин) es un asentamiento de tipo urbano de Ucrania, perteneciente al raión de Chortkiv en la óblast de Ternópil.
En 2024, el asentamiento tenía una población de 6824 habitantes. Desde 2015 es sede de un municipio que tiene una población total de casi dieciséis mil habitantes e incluye 16 pueblos como pedanías: Bodnarivka, Bosyry, Vasýlkiv, Viljívchyk, Horodnytsia, Zelena, Kotsiúbynchyky, Kryvenke, Lýchkivtsi, Postolivka, Samolúskivtsi, Sýdoriv, Sokýryntsi, Sujodil, Trybujivtsi y Shydlivtsi.
Se ubica a orillas del río Zbruch, que en este tramo marca el límite con la vecina óblast de Jmelnitski. Al otro lado del río se ubica el pueblo homónimo, con el que forma una conurbación interregional. El asentamiento se ubica sobre la carretera T2002, que une Skálat con Kolyndiany; de la T2002 sale al este, cruzando el río, la T2312, que lleva a Horodok. Al oeste del asentamiento sale la carretera T2011, que lleva a Kopýchyntsi.

## Historia
Se conoce la existencia del asentamiento en documentos desde 1431, cuando se menciona que albergó batallas entre polacos y lituanos tras la muerte de Vitautas. En su origen era un pueblo perteneciente a la familia noble Kerdei, pero luego pasó a formar parte del realengo, hasta que en 1539 fue entregado por Bona Sforza de Milán a la familia noble Świerczkowie.
En 1559, Segismundo II Augusto le otorgó el Derecho de Magdeburgo, teniendo la ciudad el derecho a organizar tres ferias anuales y un mercado semanal. En los años siguientes perteneció a las familias nobles Jazłowiecki y Kalinowski. Los nobles al servicio de los Kalinowski mataron aquí al padre del cosaco Severyn Nalyvaiko, quien en 1594 lideró una gran rebelión contra los polacos en venganza, en la que la fortificación de Husiatyn fue una de las más dañadas. Los Kalinowski siguieron siendo los propietarios a lo largo del siglo XVII y construyeron un nuevo castillo en 1645, que en la década siguiente fue sucesivamente lugar de residencia temporal para Juan II Casimiro, Bohdán Jmelnitski y los tártaros de Crimea. En el siglo XVIII pasó a pertenecer a la familia noble Potocki.
Formaba una única localidad con el pueblo homónimo ubicado al otro lado del río Zbruch hasta la partición de 1772. En ese momento, el actual asentamiento pasó a formar parte del Imperio Habsburgo, conservando el otro lado del río la República de las Dos Naciones hasta la partición de 1793, cuando el pueblo vecino quedó en manos del Imperio ruso. La parte austriaca pasó a manos de la familia noble Gołuchowski, siendo propiedad sucesivamente del padre y del hermano de Agenor Maria Gołuchowski; en esta época, el castillo de la ciudad quedó en ruinas, pero se construyó en 1889 un nuevo palacio, que fue destruido en la Primera Guerra Mundial. En 1884 se abrió aquí un ferrocarril hasta Stanysláviv, que con el tiempo llegaría hasta Cracovia.
Tras la Primera y Segunda Guerra Mundial, la ciudad fue continuamente atacada por su posición estratégica fronteriza, por lo que acabó en decadencia. La RSS de Ucrania redujo el estatus de Husiatyn a asentamiento de tipo urbano en 1961. Sin embargo, hasta 2020 siguió siendo la capital de su propio raión, al que pertenecían las ciudades de Joróstkiv y Kopýchyntsi.